# Chiliadenus
Genre
Synonymes
- Myriadenus Cass.[2]

Chiliadenus est un genre de plantes à fleurs de la famille des Asteraceae.

## Liste d'espèces
Selon BioLib (14 mars 2020) :
- Chiliadenus iphionoides (Boiss. & Blanche) Brullo
- Chiliadenus montanus (Vahl) Brullo

Selon Catalogue of Life (14 mars 2020), The Plant List (14 mars 2020) et World Register of Marine Species (14 mars 2020) :
- Chiliadenus antiatlanticus (Emb. & Maire) Gómiz
- Chiliadenus bocconei Brullo
- Chiliadenus candicans (Delile) Brullo
- Chiliadenus glutinosus (L.) Fourr.
- Chiliadenus hesperius (Maire & Wilczek) Brullo
- Chiliadenus iphionoides (Boiss. & Blanche) Brullo
- Chiliadenus lopadusanus Brullo
- Chiliadenus montanus (Vahl) Brullo
- Chiliadenus rupestris (Pomel) Brullo
- Chiliadenus sericeus (Batt. & Trab.) Brullo

Selon Tropicos (14 mars 2020) (Attention liste brute contenant possiblement des synonymes) :
- Chiliadenus bocconei Brullo
- Chiliadenus lopadusanus Brullo